# Mortes em fevereiro de 2018

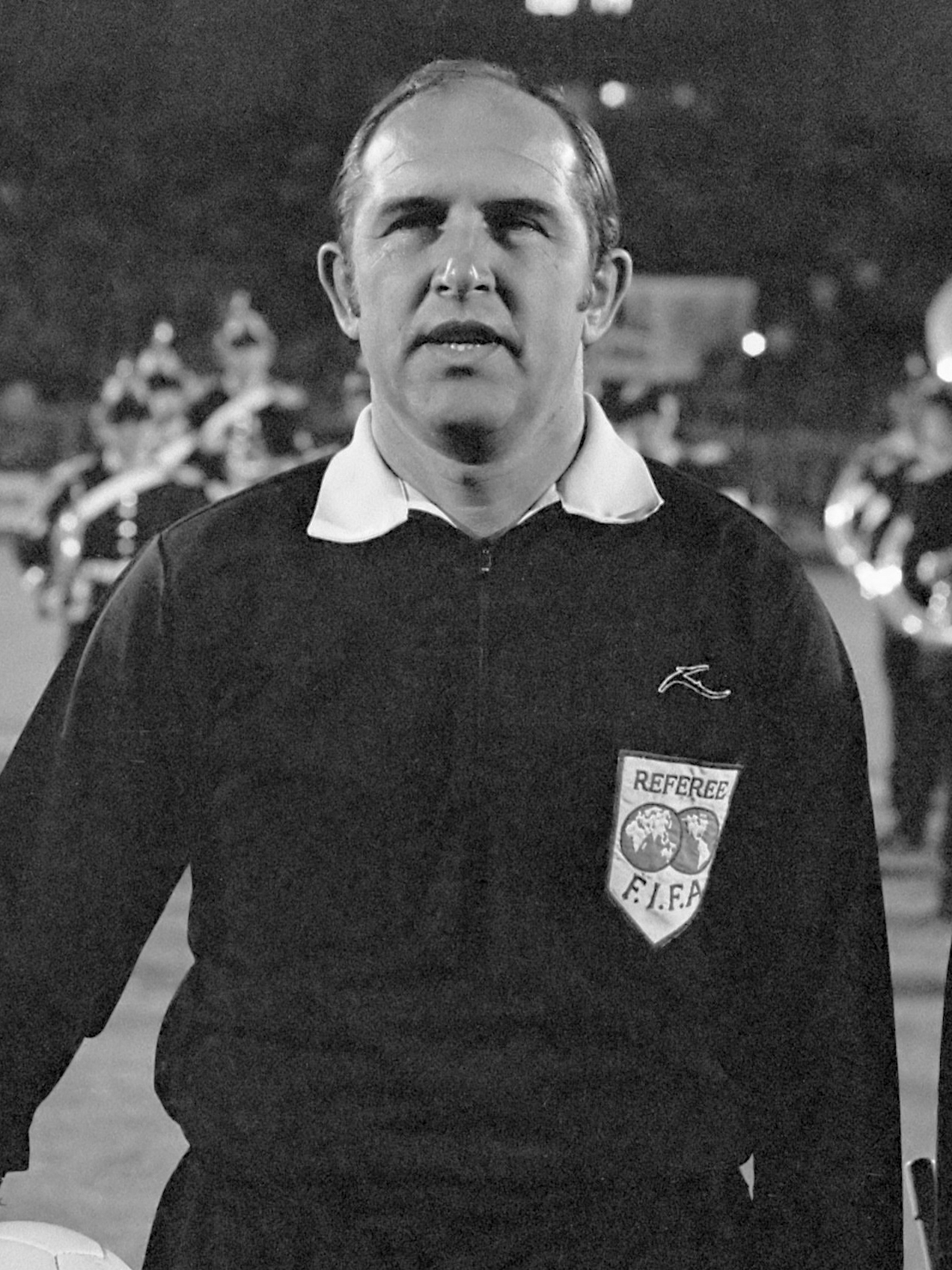
Károly Palotai, futebolista e árbitro de futebol húngaro.

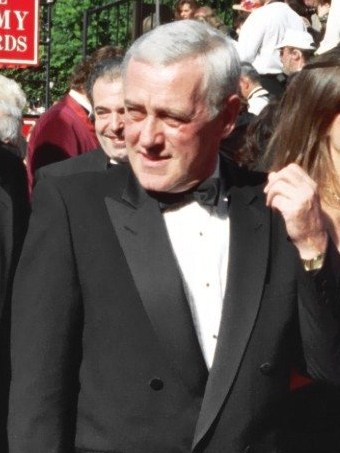
John Mahoney, ator britânico.

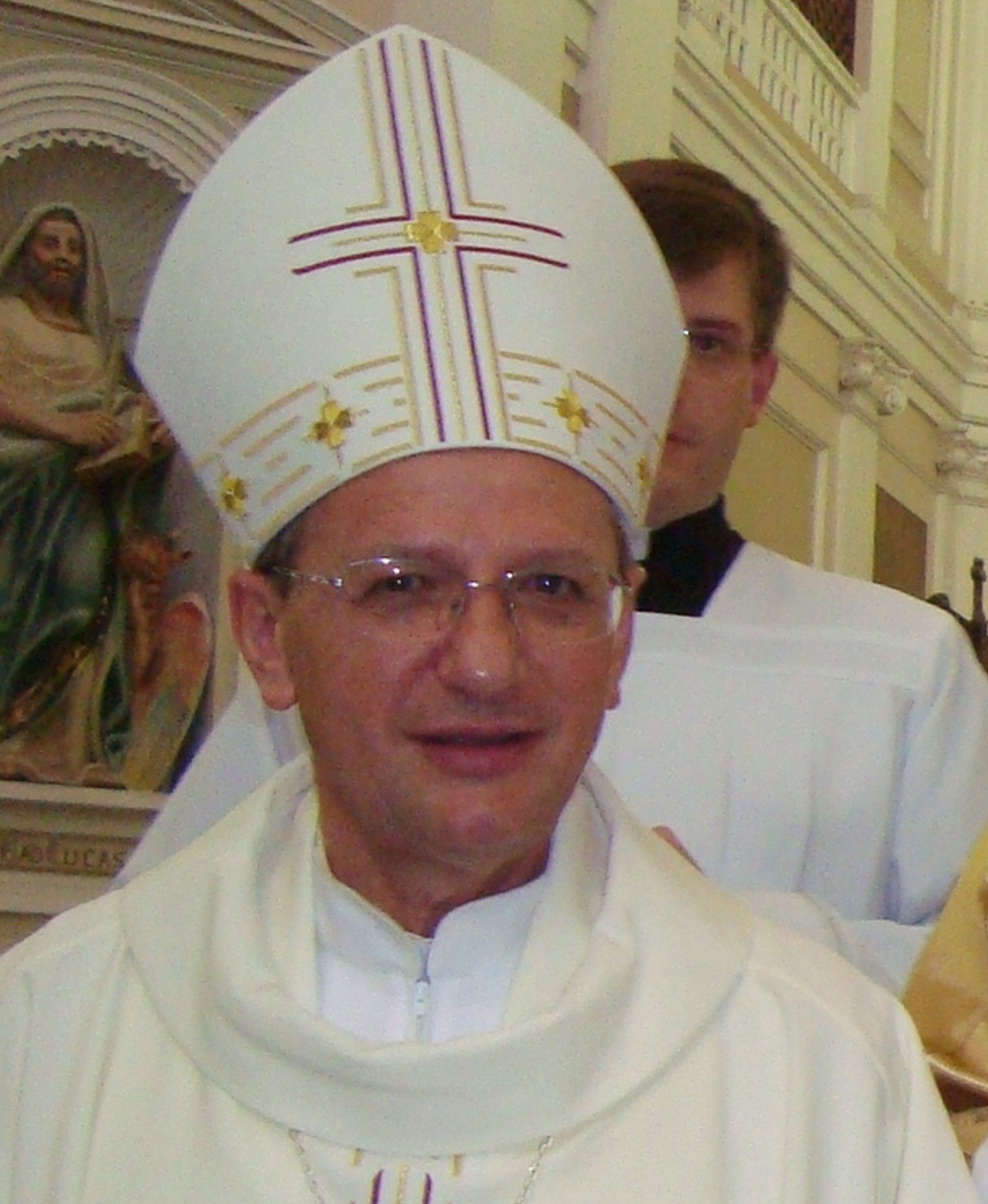
Agenor Girardi, bispo brasileiro.

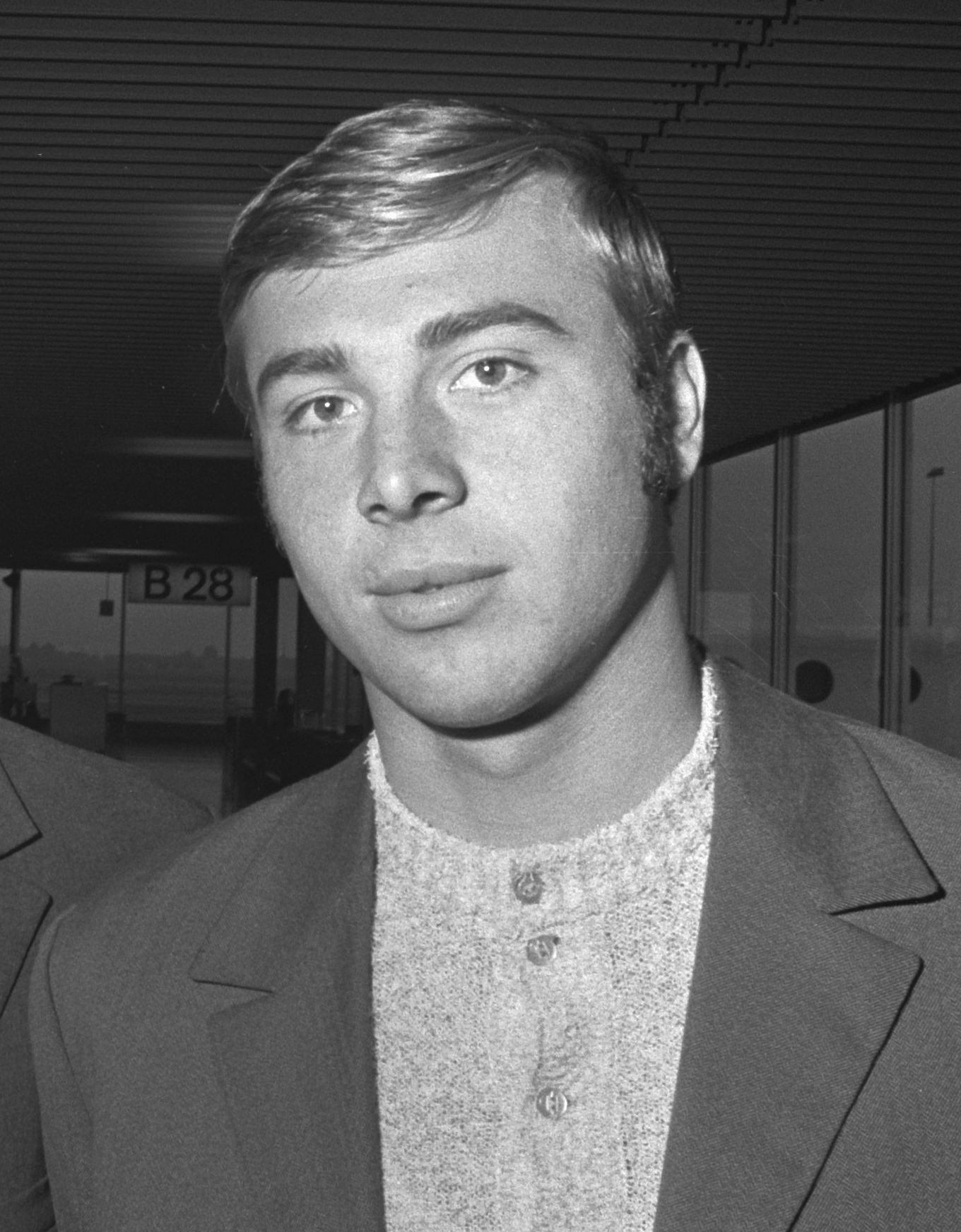
Pavel Panov, futebolista búlgaro.

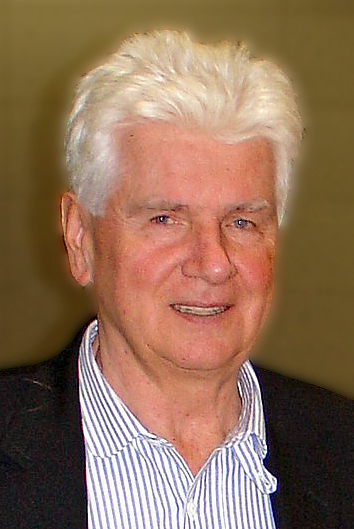
Gunter Blobel, biólogo teuto-americano.

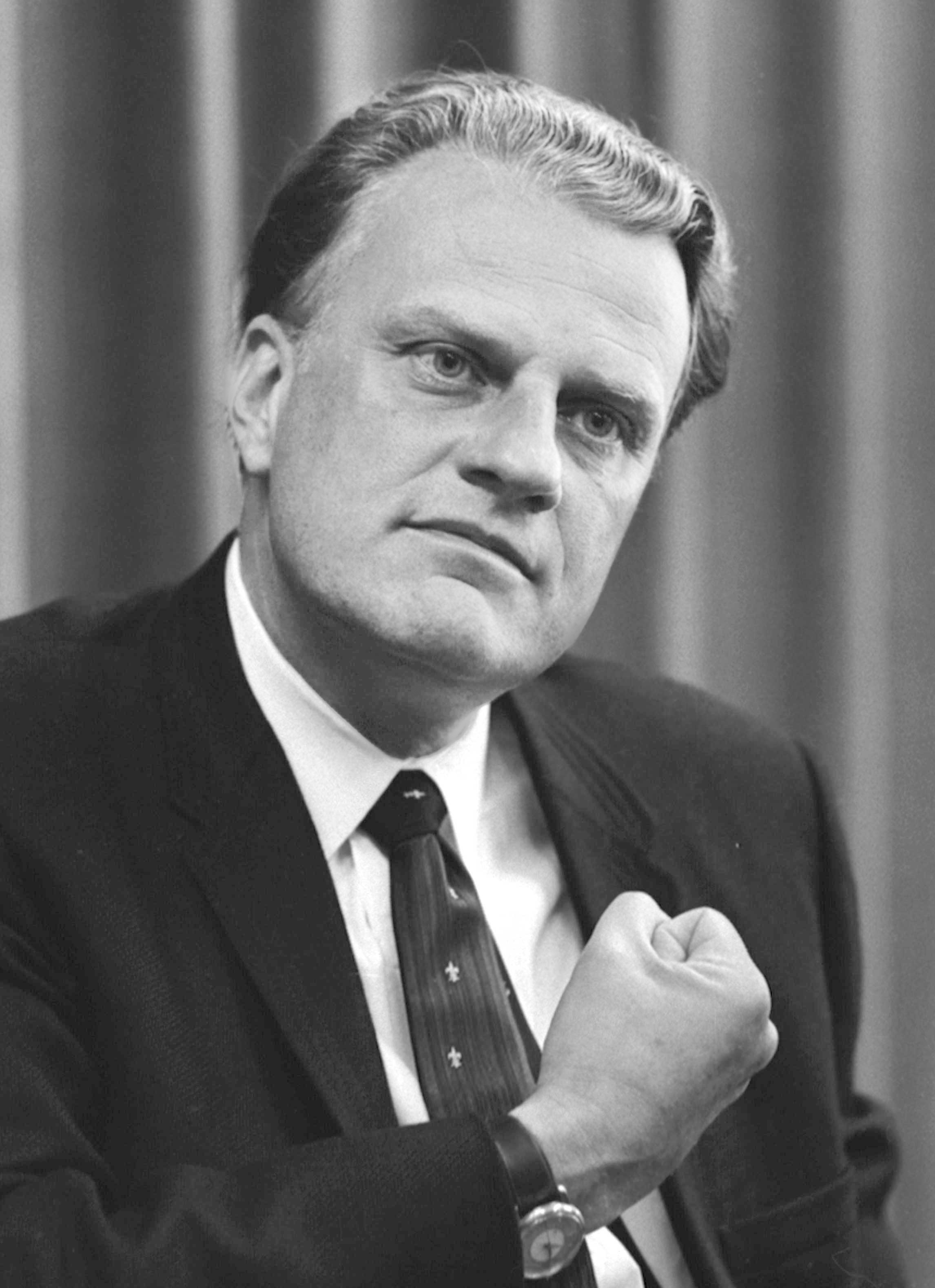
Billy Graham, pregador batista norte-americano.

Mortes em 2018: ← Janeiro – Fevereiro – Março – Abril – Maio – Junho – Julho – Agosto – Setembro – Outubro – Novembro – Dezembro →

Esta é uma relação de pessoas notáveis que morreram durante o mês de fevereiro de 2018, listando nome, nacionalidade, ocupação e ano de nascimento.

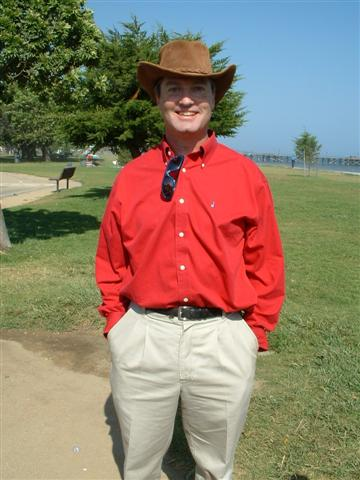
Joseph Polchinski, físico estadunidense.

| Dia | Nome                                     | Profissão ou motivo de reconhecimento      | Nacionalidade  | Ano de nasc. | Ref                 |
| --- | ---------------------------------------- | ------------------------------------------ | -------------- | ------------ | ------------------- |
| 1   | Cliff Bourland                           | Atleta                                     | Estados Unidos | 1921         | [ 1 ]               |
| 2   | Júlio César Ribeiro                      | Publicitário                               | Brasil         | 1933         | [ 2 ]               |
| 2   | Dave Barrett                             | Político                                   | Canadá         | 1930         | [ 3 ]               |
| 2   | Joseph Polchinski                        | Físico                                     | Estados Unidos | 1954         | [ 4 ]               |
| 2   | Fábio Pereira de Azevedo                 | Futebolista                                | Brasil/ Togo   | 1977         | [ 5 ]               |
| 2   | Mestre Vieira                            | Músico                                     | Brasil         | 1934         | [ 6 ]               |
| 3   | Roman Filipov                            | Piloto militar                             | Rússia         | 1984         | [ 7 ]               |
| 3   | Oswaldo Loureiro                         | Ator e diretor                             | Brasil         | 1932         | [ 8 ]               |
| 3   | Károly Palotai                           | Futebolista e árbitro de futebol           | Hungria        | 1935         | [ 9 ]               |
| 3   | Michael Harner                           | Antropólogo                                | Estados Unidos | 1929         | [ 10 ]              |
| 3   | Pierre Conner                            | Matemático                                 | Estados Unidos | 1932         | [ 11 ]              |
| 3   | Leon "Ndugu" Chancler                    | Músico                                     | Estados Unidos | 1952         | [ 12 ]              |
| 4   | Carlos Alberto Caó de Oliveira           | Jornalista e advogado                      | Brasil         | 1941         | [ 13 ]              |
| 4   | John Mahoney                             | Ator                                       | Reino Unido    | 1940         | [ 14 ]              |
| 4   | Alan Baker                               | Matemático                                 | Reino Unido    | 1939         | [ 15 ]              |
| 4   | Takuya Iwasaki                           | Arqueólogo                                 | Japão          | 1929         | [ 16 ]              |
| 5   | Ladislav Kačáni                          | Futebolista                                | Eslováquia     | 1931         | [ 17 ]              |
| 5   | Donald Lynden-Bell                       | Astrofísico                                | Reino Unido    | 1935         | [ 18 ]              |
| 5   | Margot Duhalde                           | Aviadora                                   | Chile          | 1920         | [ 19 ]              |
| 6   | Bernard Darmet                           | Ciclista                                   | França         | 1945         | [ 20 ]              |
| 7   | John Perry Barlow                        | Fundador da Electronic Frontier Foundation | Estados Unidos | 1947         | [ 21 ]              |
| 7   | Pat Torpey                               | Baterista                                  | Estados Unidos | 1959         | [ 22 ]              |
| 7   | Eva Sopher                               | Presidente do Teatro São Pedro             | Brasil         | 1923         | [ 23 ]              |
| 7   | Waltraud Kretzschmar                     | Jogador de handebol                        | Alemanha       | 1948         | [ 24 ]              |
| 8   | Lovebug Starski                          | Músico                                     | Estados Unidos | 1960         | [ 25 ]              |
| 8   | Agenor Girardi                           | Bispo                                      | Brasil         | 1952         | [ 26 ]              |
| 8   | Ben Agajanian                            | Jogador de futebol americano               | Estados Unidos | 1919         | [ 27 ]              |
| 8   | Janira Martins Costa                     | Entomóloga                                 | Brasil         | 1941         | [ 28 ]              |
| 8   | José Carlos Coutinho                     | Político                                   | Brasil         | 1943         | [ 29 ]              |
| 9   | Reg E. Cathey                            | Ator                                       | Estados Unidos | 1959         | [ 30 ]              |
| 9   | John Gavin                               | Ator e diplomata                           | Estados Unidos | 1931         | [ 31 ]              |
| 9   | Jóhann Jóhannsson                        | Compositor                                 | Islândia       | 1969         | [ 32 ]              |
| 10  | Alan Battersby                           | Químico                                    | Reino Unido    | 1925         | [ 33 ]              |
| 10  | Anne Treisman                            | Psicóloga                                  | Reino Unido    | 1935         | [ 34 ]              |
| 11  | Raul Hestnes Ferreira                    | Arquiteto                                  | Portugal       | 1931         | [ 35 ]              |
| 13  | Joseph Bonnel                            | Futebolista                                | França         | 1939         | [ 36 ]              |
| 13  | Natália Nunes                            | Escritora                                  | Portugal       | 1921         | [ 37 ]              |
| 13  | Dobri Dobrev                             | Pedinte                                    | Bulgária       | 1914         | [ 38 ]              |
| 13  | Henrique, Príncipe Consorte da Dinamarca | Príncipe                                   | Dinamarca      | 1934         | [ 39 ]              |
| 13  | Wilson Barbosa Martins                   | Advogado e político                        | Brasil         | 1917         | [ 40 ]              |
| 14  | Morgan Tsvangirai                        | Sindicalista e político                    | Zimbabwe       | 1952         | [ 41 ] [ 42 ]       |
| 14  | Ruud Lubbers                             | Político e diplomata                       | Países Baixos  | 1939         | [ 43 ]              |
| 14  | Jörg Kuebart                             | General da Força Aérea Alemã               | Polónia        | 1934         | [ 44 ]              |
| 16  | Osvaldo Suárez                           | Corredor                                   | Argentina      | 1934         | [ 45 ]              |
| 18  | Pavel Panov                              | Futebolista e treinador                    | Bulgária       | 1950         | [ 46 ]              |
| 18  | Günter Blobel                            | Biólogo                                    | Estados Unidos | 1936         | [ 47 ]              |
| 18  | Idrissa Ouédraogo                        | cineasta                                   | Burquina Fasso | 1954         |                     |
| 18  | Sergey Litvinov                          | Atleta olímpico                            | Rússia         | 1958         | [ 48 ]              |
| 19  | Charles Pence Slichter                   | Físico                                     | Estados Unidos | 1924         | [ 49 ]              |
| 20  | Lucien Bouchardeau                       | Árbitro de futebol                         | Níger          | 1961         | [ 50 ]              |
| 20  | Arnaud Geyre                             | Ciclista                                   | França         | 1935         | [ 51 ]              |
| 21  | Billy Graham                             | Pregador                                   | Estados Unidos | 1918         | [carece de fontes?] |
| 22  | Richard Edward Taylor                    | Físico                                     | Canadá         | 1929         | [ 52 ]              |
| 23  | Lewis Gilbert                            | Diretor, produtor e roteirista             | Reino Unido    | 1920         | [ 53 ]              |
| 24  | Bud Luckey                               | Animador                                   | Estados Unidos | 1934         | [ 54 ]              |
| 24  | Sridevi Kapoor                           | Atriz e produtora                          | Índia          | 1963         | [ 55 ]              |
| 27  | Quini                                    | Futebolista                                | Espanha        | 1949         | [ 56 ]              |
| 27  | Theotônio dos Santos                     | Economista, professor e cientista social   | Brasil         | 1936         | [ 57 ]              |
| 28  | Rogelio Guerra                           | Ator e dublador                            | México         | 1936         | [ 58 ]              |